# Jukuren no Kata
Jukuren no Kata (dt. Form der Erfahrenen) ist ein Kata des Karate, das von Fritz Nöpel aus den so genannten „Edlen Übungen der Alten Meister“ für das Jukuren-Training entwickelt wurde.

## Allgemeines
Im Jukuren no Kata sind 12 Kombinationen aus den „Edlen Übungen“ erkennbar. Das Kata wird langsam und etwas über die Atmung ausgeführt. Das Jukuren no Kata ist noch sehr jung. Es wurde der Öffentlichkeit das erste Mal im Rahmen eines Lehrgangs am 8. Juli 2012 vorgeführt.

## Techniken
1. die Sonne geht auf
2. die Sonne geht unter
3. die Wolken ziehen auf
4. der Regen prasselt nieder
5. der Drache geht auf Jagd
6. der Taifun zieht weiter
7. die Welle stürzt um
8. der Kranich verjagt den Fuchs
9. der Tiger geht in die Falle
10. die Schlange droht
11. der Drache schwebt vor
12. der Drache zieht sich zurück (Mawashi Uke)

## Stände
Das Jukuren no Kata enthält nur relativ hohe Karatestellungen und ist somit für ältere Menschen, denen andere Kata mit tiefen Ständen oft Probleme bereiten, einfacher ausführbar.
- Musubi dachi
- Heiko dachi
- Sanchin dachi
- Kosa dachi
- Zenkutzu Dachi (klein)